# Municipio de San Antonio Acutla
El municipio de San Antonio Acutla (En chocho Dundalla "Donde hay espinas" ) es un municipio del estado de Oaxaca.

## Toponimia
El origen del topónimo Acutla proviene del náhuatl Acotlan que significa "junto a la altura". Montemayor traduce Acohtlan con el significado de En la parte alta a partir de los vocablos Ahco 'arriba', y -tlan locativo.

## Geografía
El municipio de San Antonio Acutla cuenta con una extensión territorial de 20.41 km², se encuentra ubicado en las coordenadas 17°45′N 97°30′O / 17.750, -97.500 colinda con al norte con los municipios de La Trinidad Vista Hermosa y San Miguel Tulancingo, al sur con Villa Tejupam de la Unión, al este con San Miguel Tulancingo y al oeste con Teotongo.

## Población
La población registrada en el censo de población y vivienda de 2010 realizada por el INEGI fue de 297 habitantes de los cuales 126 son hombres y 171 son mujeres.

### Principal asentamiento
| Nombre             | Tipo   | Código Postal |
| ------------------ | ------ | ------------- |
| San Antonio Acutla | Pueblo | 69526         |

## Economía
Las principales actividades económicas son la ganadería y la agricultura.